# Careproctus macrodiscus
Careproctus macrodiscus är en fiskart som beskrevs av Schmidt, 1950. Careproctus macrodiscus ingår i släktet Careproctus och familjen Liparidae. Inga underarter finns listade.